# Augelite
L’augelite ou augélite est un minéral relativement rare, caractéristique qui a souvent suscité l’intérêt des collectionneurs.

## Étymologie et découverte
Découvert en 1868 dans la mine de Westena, en Suède, il doit son nom (du grec auge "brillant") à l'éclat vitreux ou nacré qui se dégage des plans de clivage,. Parmi ses propriétés, on distingue la biréfringence (double réfraction).

## Propriétés
Les plus beaux cristaux d'augelite présentent extérieurement des prismes courts ou aciculaires. On les trouve surtout dans les gisements métalliques ou dans les pegmatites, associés à d'autres minéraux comme le quartz, l'apatite ou la pyrite. Cependant, et le plus fréquemment, ils se présentent sous une forme externe tabulaire, avec des faces d'apparence triangulaire qui, dans de nombreux cas, ne sont que le résultat du clivage de cristaux plus grands, offrant l'aspect de petites lamelles cristallines. Il existe des petits gisements où l'on rencontre également des spécimens plus massifs et, de ce fait, très difficiles à identifier.
L'augelite est un phosphate d'aluminium qui peut se former selon deux processus distincts. L'un d'eux est le métamorphisme qui affecte les roches associées à des sédiments riches en aluminium et au contenu élevé en phosphore. L'autre trouve son origine dans les procédés d'hydrothermalisme à haute température.
Certains spécimens présentent une fluorescence jaune.

## Gisements
Les meilleurs spécimens d'augelite proviennent des États-Unis et d'Oruro, en Bolivie. Il existe toutefois d’importants gisements dans d'autres pays, comme en Autriche, au Brésil, au Canada, au Rwanda, en Ouganda ou en Suède.